# Xã Valley Brook, Quận Osage, Kansas
Xã Valley Brook (tiếng Anh: Valley Brook Township) là một xã thuộc quận Osage, tiểu bang Kansas, Hoa Kỳ. Năm 2010, dân số của xã này là 1.528 người.